# Diocèse de San Marcos

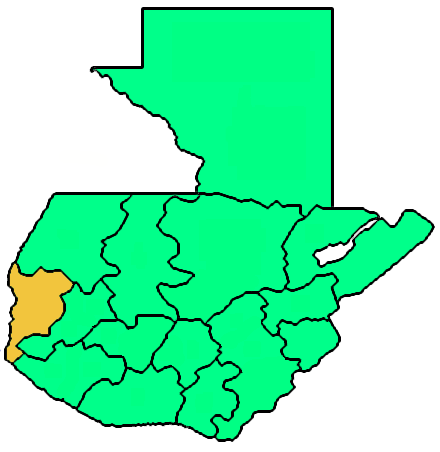
Diocèse de San Marcos (Guatemala)

Le diocèse de San Marcos (en latin : Dioecesis Sancti Marci in Guatimala ; en espagnol : Diócesis de San Marcos) est un diocèse de l'Église catholique du Guatemala, suffragant de l'archidiocèse de Los Altos, Quetzaltenango-Totonicapán.

## Territoire
Son territoire coïncide avec le département de San Marcos avec une superficie de 3 791 km2 divisé en 30 paroisses. Le siège épiscopal est dans la ville de San Marcos où se trouve la cathédrale Saint-Marc.

## Histoire
Le diocèse de San Marcos est érigé le 10 mars 1951 par la constitution apostolique Omnium in catholico du pape Pie XII en prenant une partie du territoire du diocèse de Los Altos (aujourd'hui archidiocèse de Los Altos, Quetzaltenango-Totonicapán).
Il cède une partie de territoire le 22 juillet 1961 pour créer la prélature territoriale d'Huehuetenango (aujourd'hui diocèse de Huehuetenango).
Nommé suffragant de l'archidiocèse de Santiago de Guatemala lors de sa création, il intègre la province ecclésiastique de Los Altos, Quetzaltenango-Totonicapán le 13 février 1996.

## Évêques
- Celestino Miguel Fernández Pérez, O.F.M (30 novembre 1955 - 7 décembre 1971)
- Próspero Penados del Barrio (7 décembre 1971 - 1er décembre 1983), nommé archevêque de Guatemala
- Julio Amílcar Bethancourt Fioravanti (4 avril 1984 - 10 mars 1988), nommé évêque d'Huehuetenango
- Alvaro Leonel Ramazzini Imeri (15 décembre 1988 - 14 mai 2012), nommé évêque d'Huehuetenango
  - Sede vacante (2012-2014)
- Carlos Enrique Trinidad Gómez (4 novembre 2014 - 9 mai 2018)
  - Sede vacante (2018-2021)
- Bernabé de Jesús Sagastume Lemus, O.F.M.Cap (11 janvier 2021 - )